# Jan Palinek
Jan Palinek (* 13. února 1969, Přerov) je bývalý československý fotbalista, obránce. Bratr Michal Palinek je beachvolejbalový reprezentant a účastník dvou olympijských her, bratranec Martin Palinek hrál hokejovou extraligu.

## Fotbalová kariéra
V mládežnických kategoriích hrál za TJ Spartak PS Přerov a TJ Baník OKD Ostrava. Po vojně ve VTJ Tábor se vrátil do Ostravy. V letech 1993-1995 hrál za Petru Drnovice, v letech 1995-2001 hrál za FC Boby / Stavo Artikel Brno, v letech 2002-2007 za 1. FC Slovácko a poté nižší rakouskou soutěž za ASKÖ Hirm. Po skončení profesionální kariéry hrál za TJ Vlčnov a působí v 1. FC Slovácko jako asistent a trenér B-týmu.
Celkem v nejvyšší soutěži odehrál 334 utkání a dal 13 gólů (Československo: 34 / 3, ČR: 300 / 10). V evropských pohárech odehrál 10 utkání a dal 1 gól. S Baníkem Ostrava vyhrál v roce 1991 československý pohár.

## Ligová bilance
| Ročník                                   | Zápasy | Góly | Klub                  |
| ---------------------------------------- | ------ | ---- | --------------------- |
| 1. československá fotbalová liga 1990/91 | 10     | 0    | FC Baník Ostrava      |
| 1. československá fotbalová liga 1991/92 | 20     | 2    | FC Baník Ostrava      |
| 1. československá fotbalová liga 1992/93 | 4      | 1    | FC Baník Ostrava      |
| 1. česká fotbalová liga 1993/94          | 28     | 0    | FC Petra Drnovice     |
| 1. česká fotbalová liga 1994/95          | 23     | 2    | FC Petra Drnovice     |
| 1. česká fotbalová liga 1995/96          | 28     | 1    | FC Boby Brno          |
| 1. česká fotbalová liga 1996/97          | 24     | 1    | FC Boby Brno          |
| Gambrinus liga 1997/98                   | 26     | 0    | FC Boby Brno          |
| Gambrinus liga 1998/99                   | 25     | 2    | FC Boby Brno          |
| Gambrinus liga 1999/00                   | 18     | 1    | FC Stavo Artikel Brno |
| Gambrinus liga 2000/01                   | 23     | 1    | FC Stavo Artikel Brno |
| Gambrinus liga 2001/02                   | 4      | 0    | FC Stavo Artikel Brno |
| Gambrinus liga 2001/02                   | 12     | 0    | 1. FC Synot           |
| Gambrinus liga 2002/03                   | 24     | 1    | 1. FC Synot           |
| Gambrinus liga 2003/04                   | 29     | 1    | 1. FC Synot           |
| Gambrinus liga 2004/05                   | 26     | 0    | 1. FC Slovácko        |
| Gambrinus liga 2005/06                   | 10     | 0    | 1. FC Slovácko        |
| CELKEM                                   | 334    | 13   |                       |